# Diego García Veneri
Diego Leonardo García Veneri (Caracas, Distrito Capital, Venezuela; 5 de agosto de 1993) es un futbolista venezolano. Juega de centrocampista y su equipo actual es el Aragua Fútbol Club de la Primera División de Venezuela.

## Trayectoria

### Profesional
| Club                            | País      | Año       | Partidos | Goles |
| ------------------------------- | --------- | --------- | -------- | ----- |
| Deportivo La Guaira             | Venezuela | 2010-2014 | 61       | 3     |
| Carabobo FC (Cesión)            | Venezuela | 2014-2015 | 32       | 5     |
| Estudiantes de Caracas (Cesión) | Venezuela | 2015-2016 | 43       | 6     |